# ستارشيب إنترتينمنت
ستارشيب إنترتينمنت (هانغل: 스타쉽 엔터테인먼트) هي شركة تسجيلات كورية جنوبية. حاليا تتكون من المغني البالاد كي.ويل, والمغني المنفرد يو سونغ وو، وفرقة الفتيات سيستار، وفرقة الفتيان بويفريند، ومونستا إكس، وفرقة الفتيان كرافيتي Cravity.

## فنانين

### فرق
- سيستار
- بويفريند
- مونستا إكس
- وجسن
- كرافيتي

### منفردين
- كي ويل
- هيورين
- يو سونغ وو
- Mad Clown
- Junggigo
- Jooyoung
- سويو
- #GUN

### وحدة فرعية
- Sistar19

## ممثلين
- Choi Won Myeong

## ستارشيب إكس
ستارشيب إكس (스타쉽 엑스) هي علامة مستقلة عن ستارشيب إنترتينمنت، تأسست في عام 2013. تركز على الهيب الهوب الكوري.

### فرق
- NuBoyz (members joined Monsta X)

## مدربون
- Kim Na-yoon
- Jung Se-un
- Choi Seuk-won
- Song Gun-hee (#GUN)
- Noh Yoon-ho
- Park Min-kyun
- Kim Yoo-su
- Park Kwang-ji

## روابط خارجية
- الموقع الرسمي
 (كورية)